# Альтфульдиш, Иоганн
Иоганн Альтфульдиш (нем. Johann Altfuldisch; 11 ноября 1911, Брюккенау, Германская империя — 28 мая 1947, Ландсбергская тюрьма) — оберштурмфюрер СС, второй шуцхафтлагерфюрер в концлагере Маутхаузен.

## Биография
Иоганн Альтфульдиш был внебрачным ребёнком парикмахера Йозефа Эндреса и Каролины Альтфульдиш. В Брюккенау до 14 лет посещал народную школу. С 1925 по 1928 года учился на обойщика и декоратора. После сдачи экзамена по профессии проработал один год, а в 1929 году стал безработным.
1 января 1930 года был зачислен в гитлерюгенд. 1 февраля 1931 года вступил в НСДАП (билет № 397051). 1 сентября 1931 года был принят в ряды СС (№ 14958). 24 сентября 1933 года поступил на службу в охрану концлагеря Дахау. 2 мая 1936 года был переведён в комендатуру лагеря. В 1936 году недолго служил в концлагере Колумбия. После расформирования лагеря был откомандирован в концлагерь Закенсхаузен, где с 1937 года служил в комендатуре. В июле 1937 года был вновь переведён в концлагерь Дахау, где служил в комендатуре.
В августе 1938 года был направлен в концлагерь Маутхаузен. Изначально занимал должность блокфюрера и рапортфюрера, а в 1941 году занял должность начальника отдела по прохождению цензуры корреспонденции в Маутхаузене и Гузене. По словам бывшего узника Йозефа Коля, Альтфульдиш был «одним из самых безжалостных и жестоких служащих», а «число замученных и убитых им заключённых было достаточно велико». В начале марта 1944 года стал начальником филиала лагеря Ляйбниц. После того как его вскоре заменил Фриц Мирофф, Альтфульдиш с мая по август 1944 года был начальником филиала Гроссраминг. Осенью 1944 года стал вторым шуцхафтлагерфюрером в Маутхаузене
После окончания войны вернулся в родной город Брюккенау. 3 ноября 1945 года был помещен в лагерь для военнопленных в Хаммельбурге, где его задержали агенты американской спецслужбы ОСС и поместили в полицейскую тюрьму в Зальцбурге. Оттуда его отправили в лагерь для военных преступников в Дахау.
29 марта 1946 года начался судебной процесс над Альтфульдишем и 60 другими служащими концлагеря Маутхаузен. Его обвиняли в неоднократном жестоком обращении с узниками, присутствии при проведении казней и в отдельных случаях в их исполнении. 9 февраля 1946 года он сам признался в соучастии в казнях, но при этом оправдывался, что если бы он не участвовал, «то сам оказался в концентрационном лагере или даже был бы уничтожен». 13 мая 1946 года был приговорён к смертной казни через повешение. 28 мая 1947 года приговор был приведён в исполнение. Его последними словами были: «Я умираю за Германию».